# Désinflation
Ne doit pas être confondu avec déflation.
 (août 2013).
Si vous disposez d'ouvrages ou d'articles de référence ou si vous connaissez des sites web de qualité traitant du thème abordé ici, merci de compléter l'article en donnant les références utiles à sa vérifiabilité et en les liant à la section « Notes et références ».
En économie, la désinflation désigne une réduction de l'inflation dans le cas où celle-ci reste néanmoins positive (i.e. un ralentissement de la hausse des prix). Par exemple, un pays a connu une désinflation si l'inflation, le rythme d'augmentation des prix, est passée de 10 % par an à 3 % par an.
La désinflation ne doit pas être confondue avec la déflation, qui correspond à une baisse des prix pendant une période prolongée. La déflation est donc l'opposé de l'inflation, alors que la désinflation désigne une période dont l'inflation diminue.

## Périodes historiques de désinflation
La période de l'histoire économique récente de désinflation la plus connue est celle du début des années 1980, lorsque le président de la Fed Paul Volcker a stoppé le cycle de stagflation que les politiques de relance successives avaient créé. La désinflation a continué à l'échelle mondiale jusqu'à la fin des années 1990.

## Désinflation compétitive
Désinflation compétitive est un terme de vocabulaire politique, visant à présenter positivement (rendre compétitif le pays dans le cadre de la concurrence internationale) une politique de désinflation.
L'inflation augmente les prix des produits nationaux ; cela favorise les importations (dont les prix dépendent de l'inflation du pays exportateur) et gêne les exportations (qui doivent s'imposer face aux produits du pays importateur dont les prix dépendent de l'inflation locale). Il est donc gênant d'avoir une inflation plus forte que ses partenaires commerciaux et, inversement, intéressant d'avoir une inflation plus faible.[réf. nécessaire] Une politique de désinflation est favorable à la compétitivité des producteurs nationaux (sur le marché aussi bien interne qu'externe), avec tous les bénéfices économiques (comme une meilleure balance commerciale ou un moindre chômage).
Le même résultat est possible avec une dévaluation (une dépréciation de la devise nationale décidée par les autorités), mais celle-ci a de multiples inconvénients (elle produit un choc économique ou est mal ressentie par l'opinion publique du pays et par les pays étrangers concernés) et n'est pas toujours possible ni couronnée de succès, alors que la désinflation a des effets progressifs qui laissent le temps à l'économie de s'adapter.
La mise en place d'une telle politique nécessite une plus grande rigueur monétaire (limitation de l'utilisation de la « planche à billets »), l'identification et l'élimination des facteurs d'inflation (tels que les indexations automatiques des salaires sur les prix), etc.
La désinflation compétitive a été particulièrement appliquée par la France à partir de 1983 et jusqu'en 1997, le pays cherchant à aligner son niveau d'inflation sur celui de l'Allemagne, objectif allant de pair avec celui de la stabilité des changes au sein du système monétaire européen.
C'est en particulier passé par la désindexation des salaires sur l'inflation.